# Laser Run

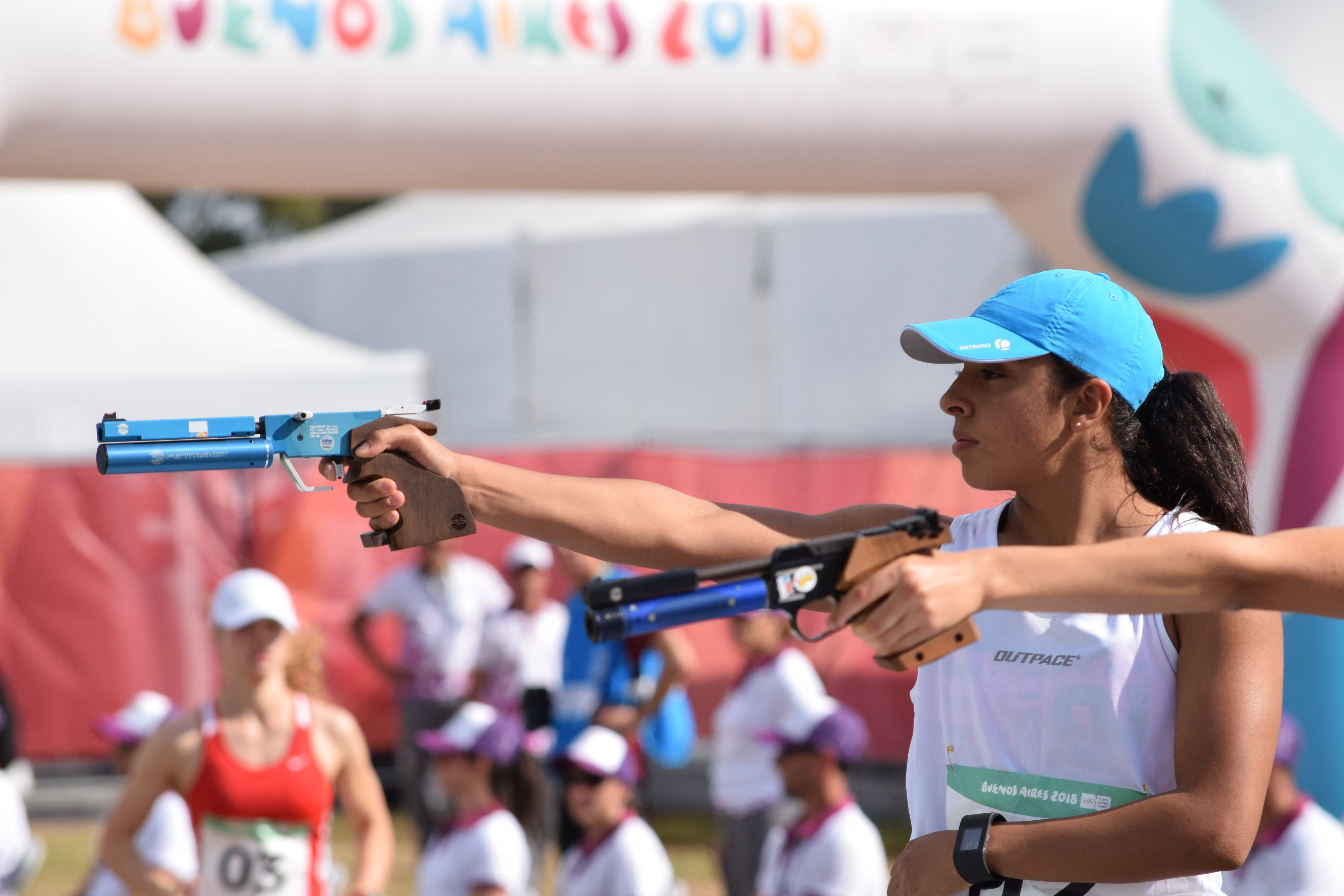
Schießen mit der Laserpistole

Laser Run (oder auch Laser-Run) ist ein Kombinationswettkampf, in dem die Disziplinen Schießen und Laufen direkt nacheinander ausgetragen und mehrfach wiederholt werden. Der Laser Run ist der letzte Teil des Modernen Fünfkampfes und wurde früher als Combined bezeichnet.

## Geschichte
Dachverband der Sportart ist die Union Internationale de Pentathlon Moderne (UIPM). Der Laser Run umfasst zwei der fünf Disziplinen des Modernen Fünfkampfes. Die anderen drei Disziplinen sind Degenfechten, Springreiten (bis Olympia 2024) bzw. Hindernisparcours (ab 2024) sowie Schwimmen.
Der Combined – Schießen zusammen mit dem Querfeldeinlauf als Kombinationsdisziplin – ist seit 2009 Teil des Modernen Fünfkampfs. In den Anfangsjahren wurden dabei Luftpistolen verwendet. Beim Worldcup in Rancho Mirage im Februar 2011 wurde erstmals bei einem großen internationalen Wettkampf mit Laserpistolen geschossen. 2015 wurde der Laser Run eine eigenständige Sportart. Die Aufnahme in die Sportartenliste des DOSB erfolgte im Jahr 2019. Der Laser Run war auch Demonstrationssportart bei den World Urban Games in Budapest 2019 und im gleichen Jahr auch Teil der 30. Südostasienspiele.
Verglichen mit einer anderen Sportart unter Zuständigkeit der UIPM erweitert der Triathle den Laser Run (Laufen und Schießen) um die Disziplin des Schwimmens.

## Wettbewerb

### Ablauf

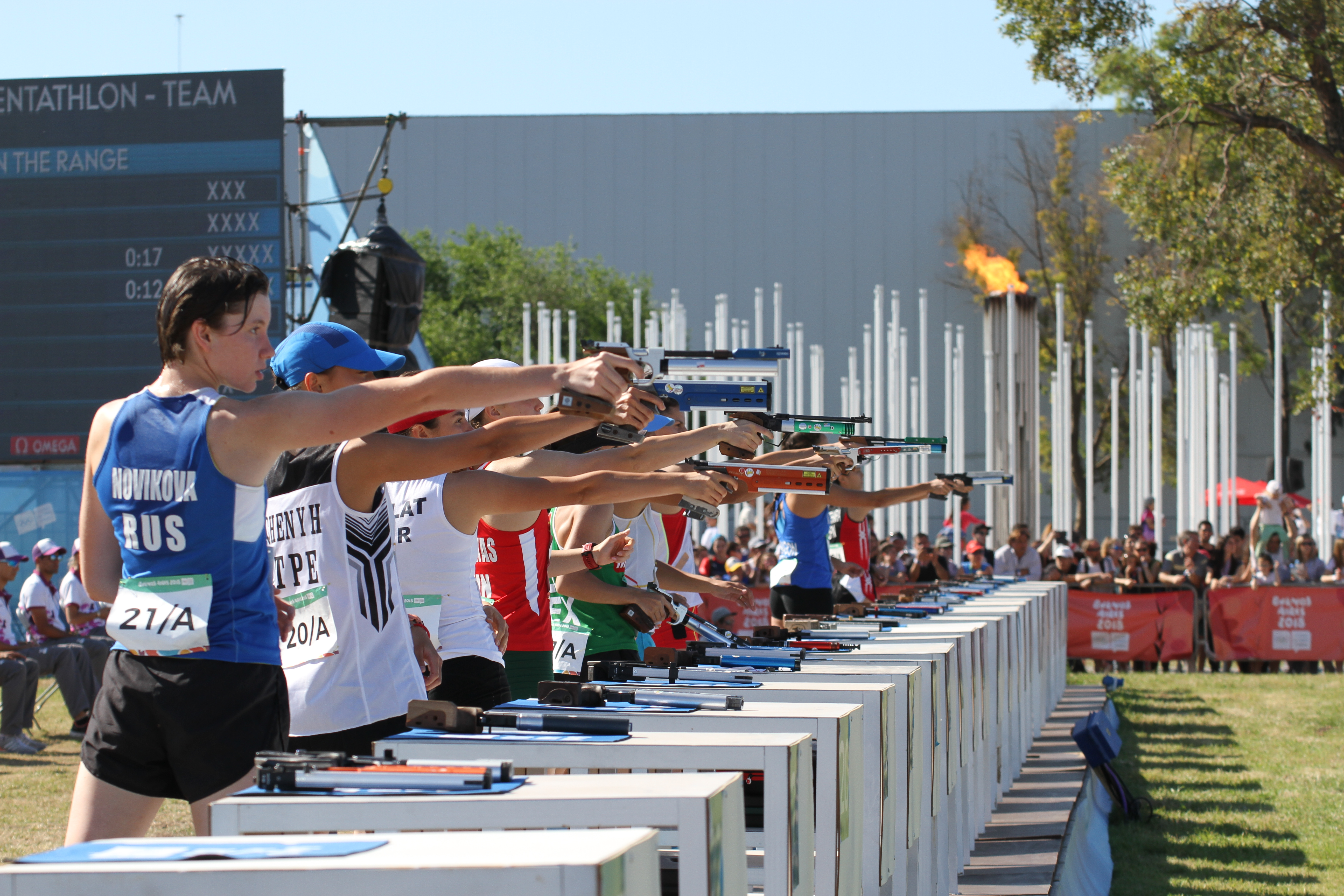
Läufer am Schießstand

In einem Laser Run werden das Schießen mit einer Laserpistole und ein Geländelauf mehrfach hintereinander wiederholt (vergleichbar mit dem Biathlon). Nach einer Runde müssen an einem Schießstand mit einer Laserpistole so schnell wie möglich fünf Treffer auf eine Zielscheibe gesetzt werden. Nach spätestens 50 Sekunden wird der Lauf fortgesetzt. Die Gesamtzeit wird gestoppt. Wer zuerst die Ziellinie passiert, hat gewonnen.
Der Ablauf eines Laser Run ist:
- Massenstart[Note 2] (ca. 25 m oder 300 bis 600 m vom Schießstand entfernt)
- Schießen (5 Treffer in max. 50 Sekunden)
- Laufen (300 bis 600 m)
- […] Wiederholung der Sequenz von Schießen und Laufen (2 bis 4 Wiederholungen)
- Ziel: Die erste Person, die die Ziellinie überquert, siegt.

Die Anzahl der Wiederholungen und die Distanzen beim Laufen richten sich nach der Altersgruppe. Die Wertung erfolgt getrennt nach Geschlecht und Altersgruppe.
Es werden Einzel- und Staffelrennen ausgetragen. Staffelrennen werden in der Regel „mixed“ durchgeführt: Frauen starten vor den Männern.
Von 2015 bis einschließlich 2021 wurde in allen Klassen bereits kurz nach dem Start (ca. 25 m) mit dem Schießen begonnen und anschließend die Sequenzen von Schießen und Laufen (200 bis 800 m) mehrfach wiederholt. Im Jahr 2022 wurden die Distanzen auf Runden von 300 bzw. 600 m vereinheitlicht und der Ablauf für die Klassen von 17 bis 39 Jahren modifiziert: Diese Altersgruppen beginnen nicht direkt nach dem Start mit dem Schießen, sondern laufen zunächst eine volle Runde, bis das erste Mal geschossen wird.

### Alters- und Wettbewerbsklassen
Da der Umgang mit Laserpistolen ungefährlich ist, können Kinder auch schon im jungen Alter an Laser-Run-Veranstaltungen teilnehmen. Die niedrigste Altersklasse ist „U 9“ (Kinder unter 9 Jahren); die höchste „Masters 60+“ (Menschen über 60 Jahren). Die leistungsstärkste Klasse ist die der „Senioren“ (22 bis 39 Jahre). In dieser Altersklasse wird vier Mal 800 m gelaufen und vier Mal auf 10 m geschossen. Je nach Altersklasse verringern sich die Anzahl der Wiederholungen, die Distanz der Runden oder der Abstand zum Ziel.
Neben den Altersklassen werden beim Laser Run drei Wettbewerbsklassen unterschieden:
- Elite-Kategorie: Mitglieder in einem Sportverein im DVMF, mit einem gültigen DVMF-Sportpass und gültiger Jahreslizenz
- Offene Kategorie: „Jedermannrennen“ ohne Voraussetzungen; Start in denselben Läufen wie die Elite-Kategorie
- Fun-Kategorie: „Jedermannrennen“ ohne Voraussetzungen; aber mit kürzerer Distanz der Runden und weniger Abstand zum Ziel als in der „Elite-Kategorie“

Von 2019 bis einschließlich 2021 wurden in Deutschland nur zwei Klassen unterschieden: die Elite-Kategorie und die Offene Kategorie mit kürzerer Distanz der Runden und weniger Abstand zum Ziel
Beim Laserschießen auf höchstem Niveau werden in der Regel deutlich weniger als zehn Sekunden für fünf Treffer auf 10 m benötigt. Der Rekord in einem Wettkampf liegt bei 5,9 Sekunden.

## Ausrüstung
Beim Laser Run werden Laserpistolen und Ziele verwendet, die durch den Weltverband homologiert sein müssen. Laserpistolen werden bei regionalen Wettbewerben in der Regel auch von den Veranstaltern zur Verfügung gestellt, um den Einstieg in den Sport zu ermöglichen. Bei nationalen oder internationalen Wettbewerben treten die Teilnehmenden mit eigenen Pistolen an. Die Laserpistolen sind für Zuschauer und Teilnehmende ungefährlich, annähernd geräuschlos und unterliegen nicht der Waffengesetzgebung.
An die Laufausrüstung werden keine besonderen Anforderungen gestellt.

### Laserpistole

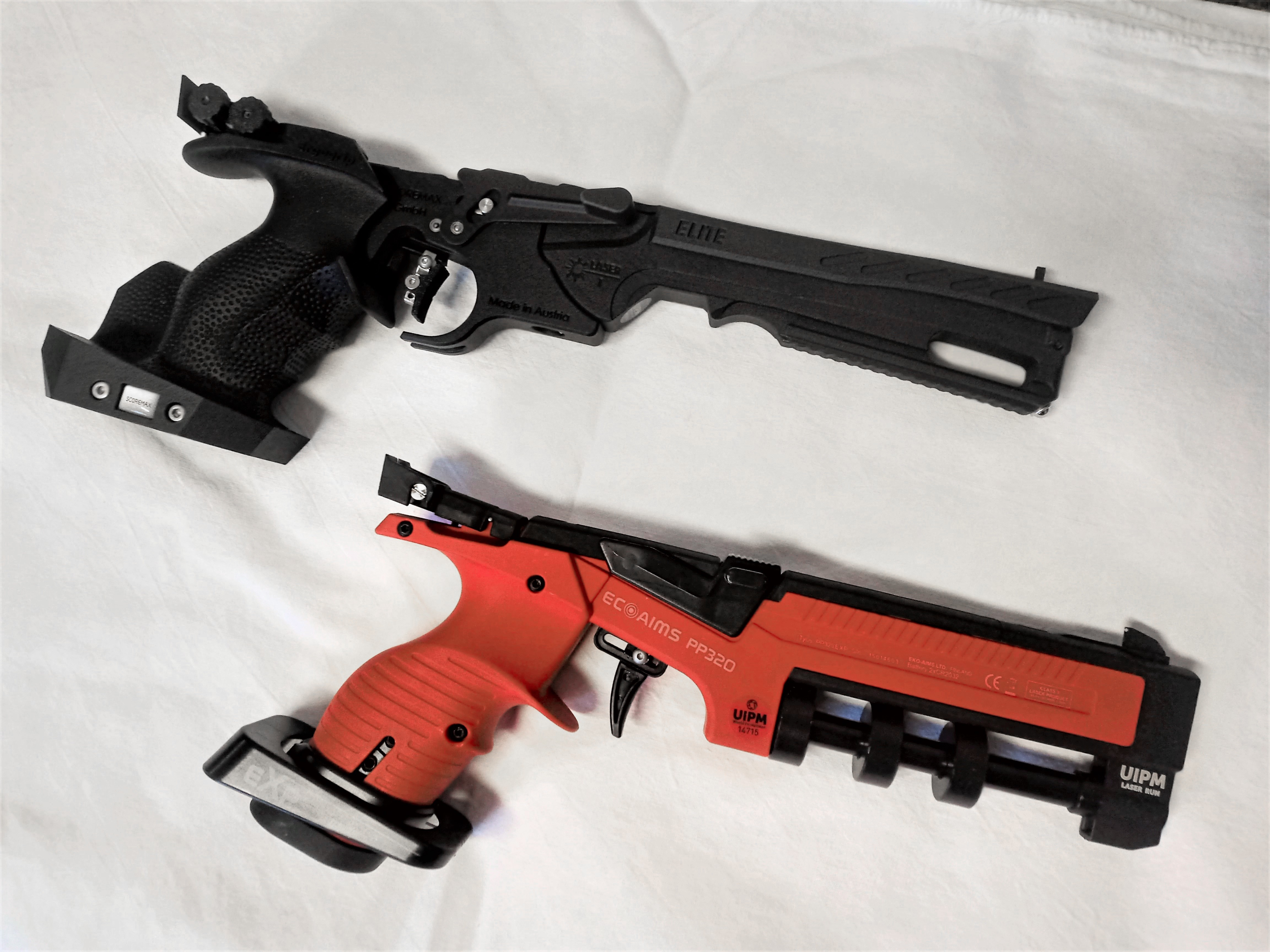
Laserpistolen verschiedener Hersteller

Die Laserpistolen des Laser Run bzw. des Modernen Fünfkampfs haben sich aus den Luftpistolen entwickelt. Es können mit Laser-Modulen modifizierte Luftpistolen und speziell entwickelte Laserpistolen benutzt werden. Dabei ist nur eine Einschusspistole ohne Magazin erlaubt. Der Schuss wird durch einen mechanischen Auslöser ausgelöst und die Laserpistole über einen Ladehebel geladen, der mit der nicht schießenden Hand bedient wird.
Mit Ausnahme der Altersklassen „U 11“ und darunter wird freihändig mit einer Hand geschossen. Gezielt wird über Kimme und Korn. Es sind nur offene Visiere erlaubt.
Das Mindestgewicht beträgt 800 Gramm bei Erwachsenen und bei Jugendwettbewerben unter 17 Jahren 500 Gramm. Laserpistolen entsprechen der Laserklasse 1: der niedrigsten und ungefährlichsten.

### Schießstand und Zielscheiben

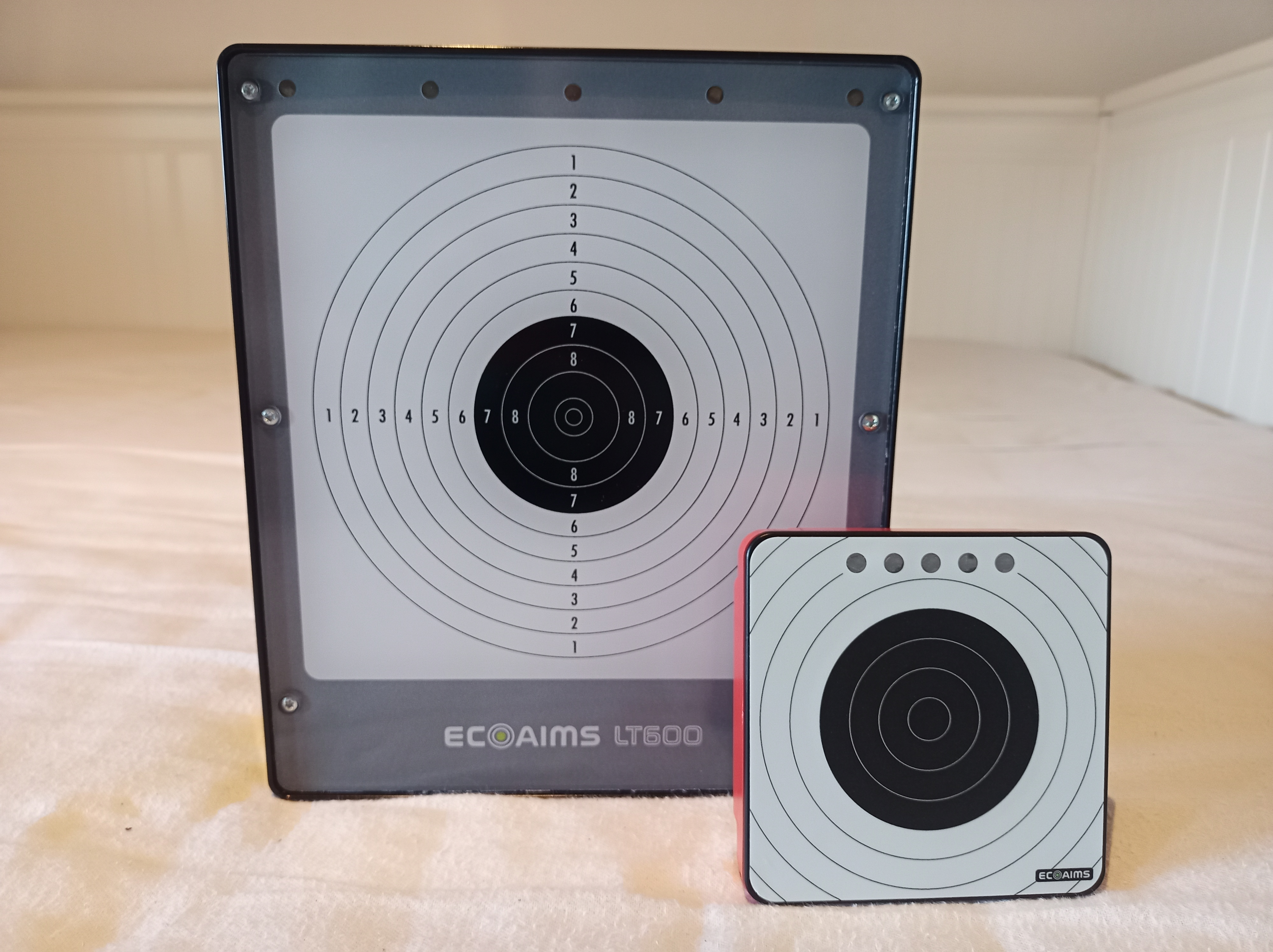
Elektronischen Zielscheiben: Wettkampfziel (links) und ein kompaktes Reiseziel (rechts)

Geschossen wird auf eine Scheibe pro Schussbahn, die je nach Wettbewerb in einer Entfernung von 5 m oder 10 m angebracht ist. Das elektronische Ziel im Laser Run ist von den Maßen identisch mit einer Zielscheibe im Luftpistolenschießen: Es hat die Mindestmaße von 17,0 cm × 17,0 cm. Der als Treffer gewertete Zielbereich beträgt 59,5 mm. Dies entspricht dem Durchmesser des 7er-Kreises bzw. dem schwarzen Bereich des „Spiegels“.
Der Schießstand kann an beliebigen Orten errichtet werden und im Innen- oder Außenbereich liegen. Die Schussbahnen sind nummeriert und verfügen über einen einem Tisch oder einer Bank mit etwa 0,7 m bis 0,8 m Höhe, auf dem die Laserpistole nach dem Schießen abgelegt wird bzw. beim Nachladevorgang berührt werden muss. Die Höhe des Zielzentrums der Zielscheibe liegt bei 1,40 m. Die Anzeige über der Zielscheibe zeigt gültige Treffer in Grün und Fehlschüsse in Rot an.

## Wettbewerbe

### Laser Run World Championships
Seit 2015 werden Weltmeisterschaften (Laser Run World Championships) im Laser Run ausgetragen. Die Austragungsorte der Laser Run World Championships:
| Nr.      | Jahr | Austragungsort                   | Land                            |
| -------- | ---- | -------------------------------- | ------------------------------- |
| 1        | 2015 | Perpignan                        | Frankreich                      |
| 2        | 2016 | Lissabon                         | Portugal                        |
| 3        | 2017 | Kapstadt                         | Südafrika                       |
| 4        | 2018 | Dublin                           | Irland                          |
| 5        | 2019 | Budapest                         | Ungarn                          |
| abgesagt | 2020 | zunächst: Xiamen später: Weiden  | Volksrepublik China Deutschland |
| 6        | 2021 | zunächst: Minsk später: Kairo    | Belarus Ägypten                 |
| 7        | 2022 | zunächst:Xiamen später: Lissabon | Volksrepublik China Portugal    |
| 8        | 2023 | Bath                             | Vereinigtes Königreich          |
| 9        | 2024 | Zhengzhou                        | Volksrepublik China             |
| 10       | 2025 | Mossel Bay                       | Südafrika                       |
| 11       | 2026 | Funchal                          | Portugal                        |

### Laser Run European Championships
Seit 2019 werden Europameisterschaften (Laser Run European Championships) im Laser Run ausgetragen. Die Austragungsorte:
| Nr. | Jahr | Austragungsort | Land         |
| --- | ---- | -------------- | ------------ |
| 1   | 2019 | Weiden         | Deutschland  |
| 2   | 2021 | Castelldefels  | Spanien      |
| 3   | 2022 | Marathon       | Griechenland |
| 4   | 2023 | Erding         | Deutschland  |
| 5   | 2024 | Funchal        | Portugal     |
| 6   | 2025 | Antalya        | Türkei       |

### Global Laser Run City Tour
Die internationale Global Laser Run City Tour, wird weltweit in verschiedenen Städten ausgetragen wird. Die Austragungsorte der Global Laser Run City Tour im deutschsprachigen Raum:
| Jahr | Austragungsort     | Land        |
| ---- | ------------------ | ----------- |
| 2018 | Darmstadt          | Deutschland |
| 2019 | Darmstadt          | Deutschland |
| 2021 | Darmstadt          | Deutschland |
| 2021 | Weiden (Oberpfalz) | Deutschland |
| 2021 | Neunburg vorm Wald | Deutschland |

### Nationale Meisterschaften
Die Austragungsorte der Internationalen Deutschen Meisterschaften im Laser-Run waren:
| Nr. | Jahr | Austragungsort | Bundesland          |
| --- | ---- | -------------- | ------------------- |
| 1   | 2019 | Nürnberg       | Bayern              |
| 2   | 2020 | Nürnberg       | Bayern              |
| 3   | 2021 | Nürnberg       | Bayern              |
| 4   | 2022 | Nürnberg       | Bayern              |
| 5   | 2023 | Bonn           | Nordrhein-Westfalen |
| 6   | 2024 | Nürnberg       | Bayern              |
| 7   | 2025 | Nürnberg       | Bayern              |

In Deutschland werden seit 2019 auch in den Bundesländern Bayern, Berlin/Brandenburg, Hessen und Niedersachsen Landesmeisterschaften ausgeschrieben.
Österreichische Meisterschaften im Laser-Run werden seit 2016 veranstaltet. Seit dem Jahr 2019 werden auch im Laser-Run Staatsmeisterschaften ausgetragen. Die Austragungsorte der Staatsmeisterschaften und Österreichischen Meisterschaften im Laser Run waren:
| Nr. | Jahr | Austragungsort  | Bundesland       |
| --- | ---- | --------------- | ---------------- |
| 1   | 2019 | Wiener Neustadt | Niederösterreich |
| 2   | 2020 | Wiener Neustadt | Niederösterreich |
| 3   | 2021 | Graz            | Steiermark       |
| 4   | 2022 | Wiener Neustadt | Niederösterreich |
| 5   | 2023 | Graz            | Steiermark       |
| 6   | 2024 | Wiener Neustadt | Niederösterreich |
| 7   | 2025 | Graz            | Steiermark       |

## Galerie

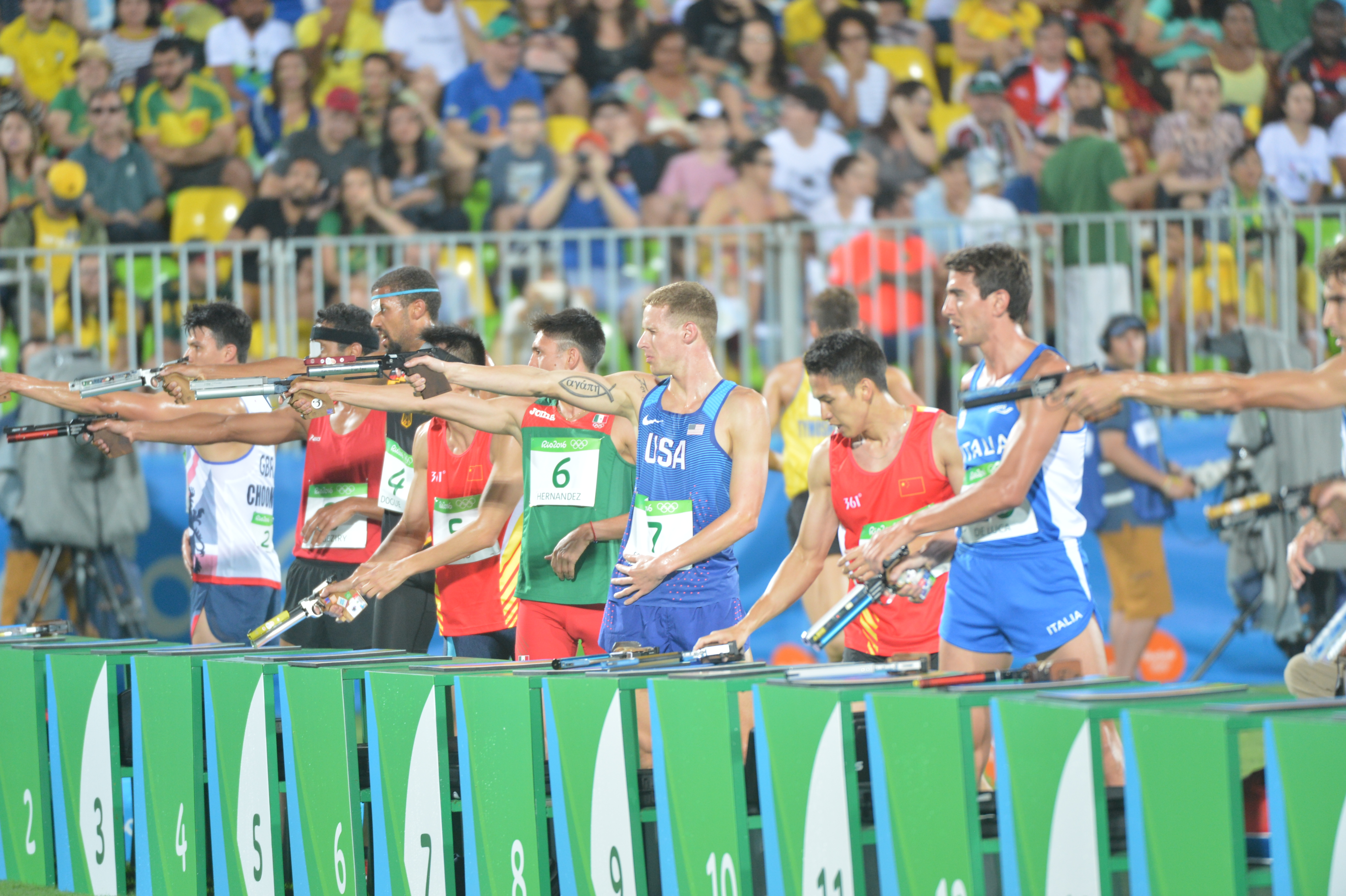
Combined, Olympische Spiele 2016
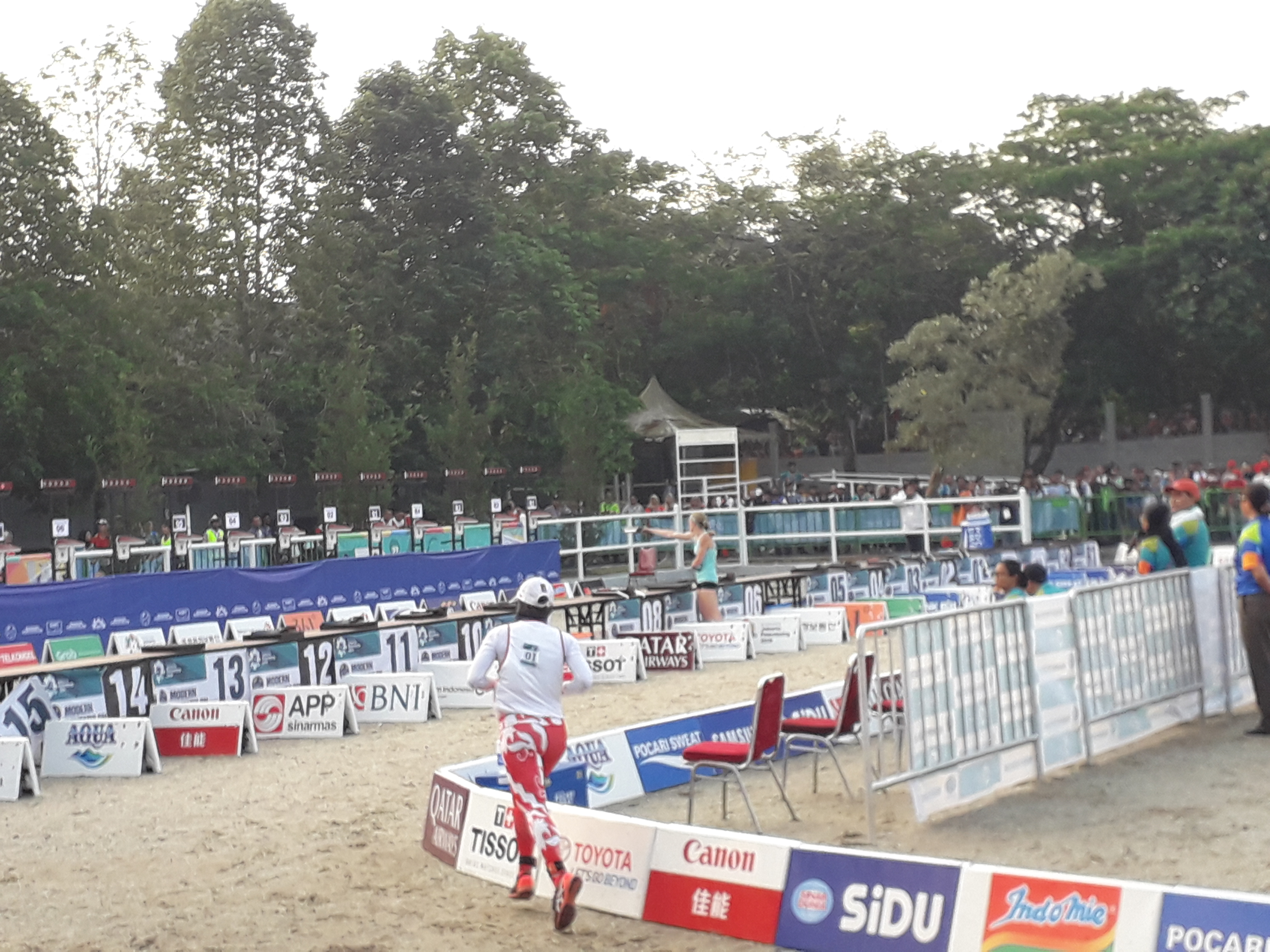
Combined, Asienspiele 2018
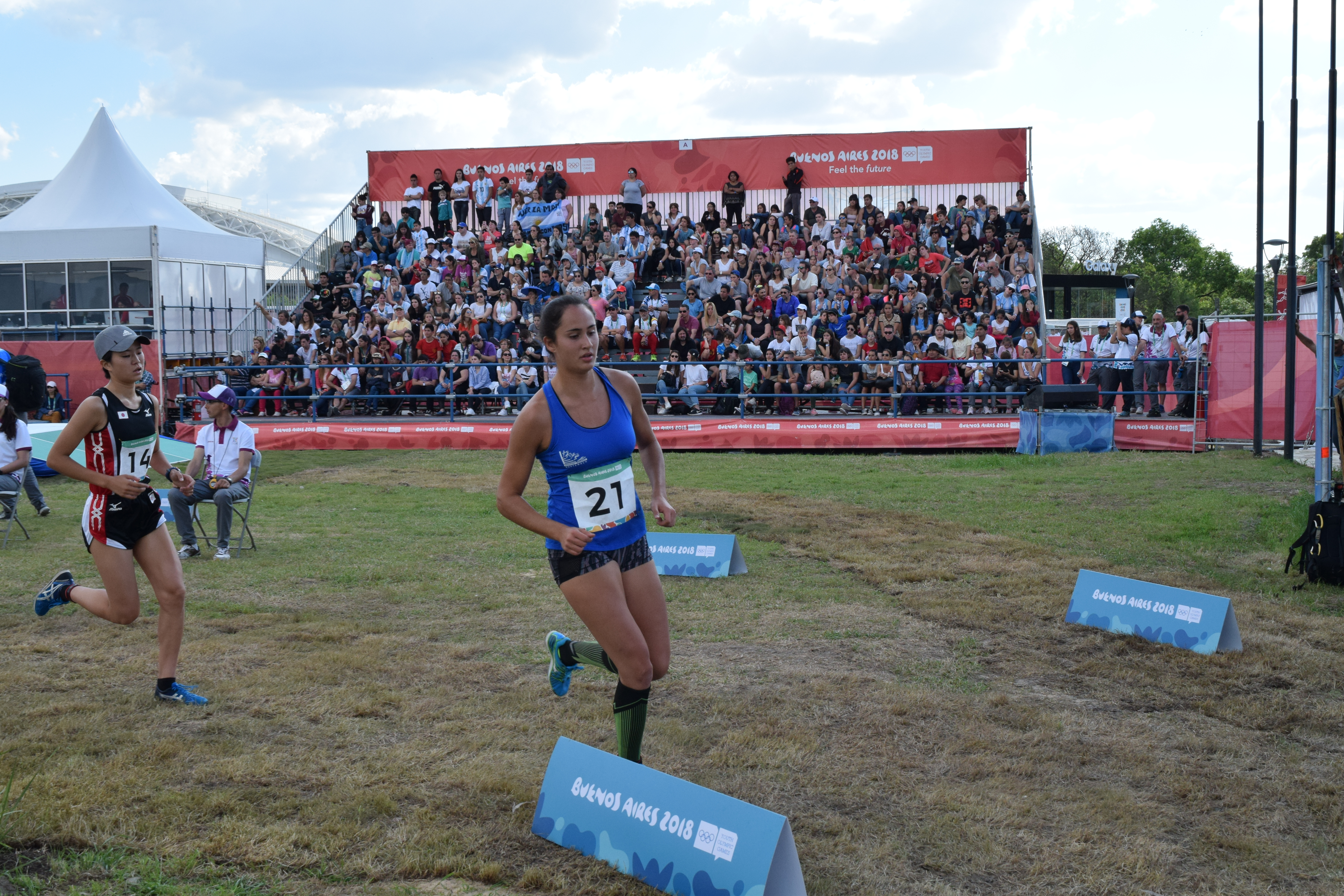
Combined, Olympische Jugend-Sommerspiele 2018
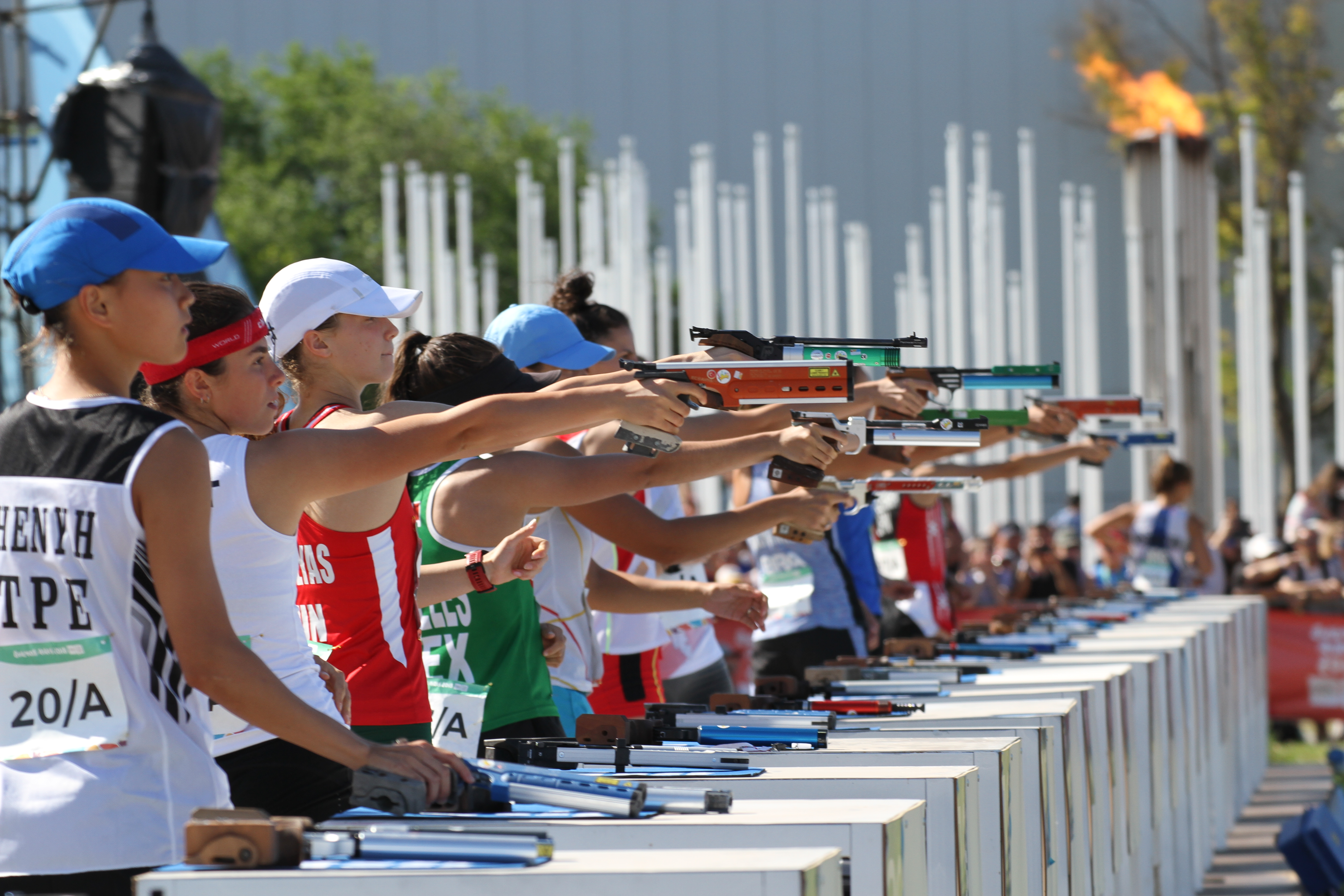
Combined, Olympische Jugend-Sommerspiele 2018
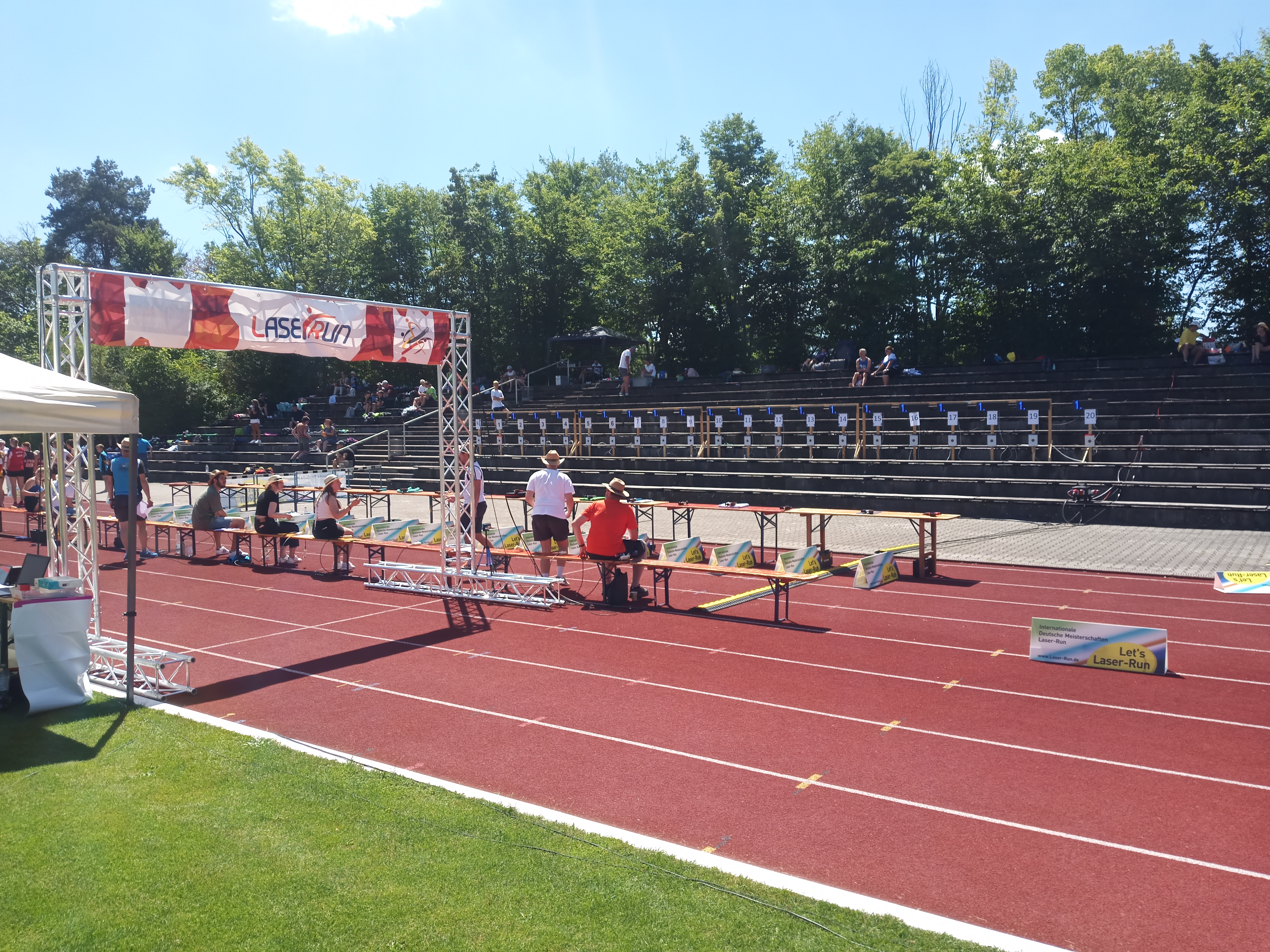
Schießstand bei den Internationalen Deutschen Meisterschaften im Laser-Run 2022
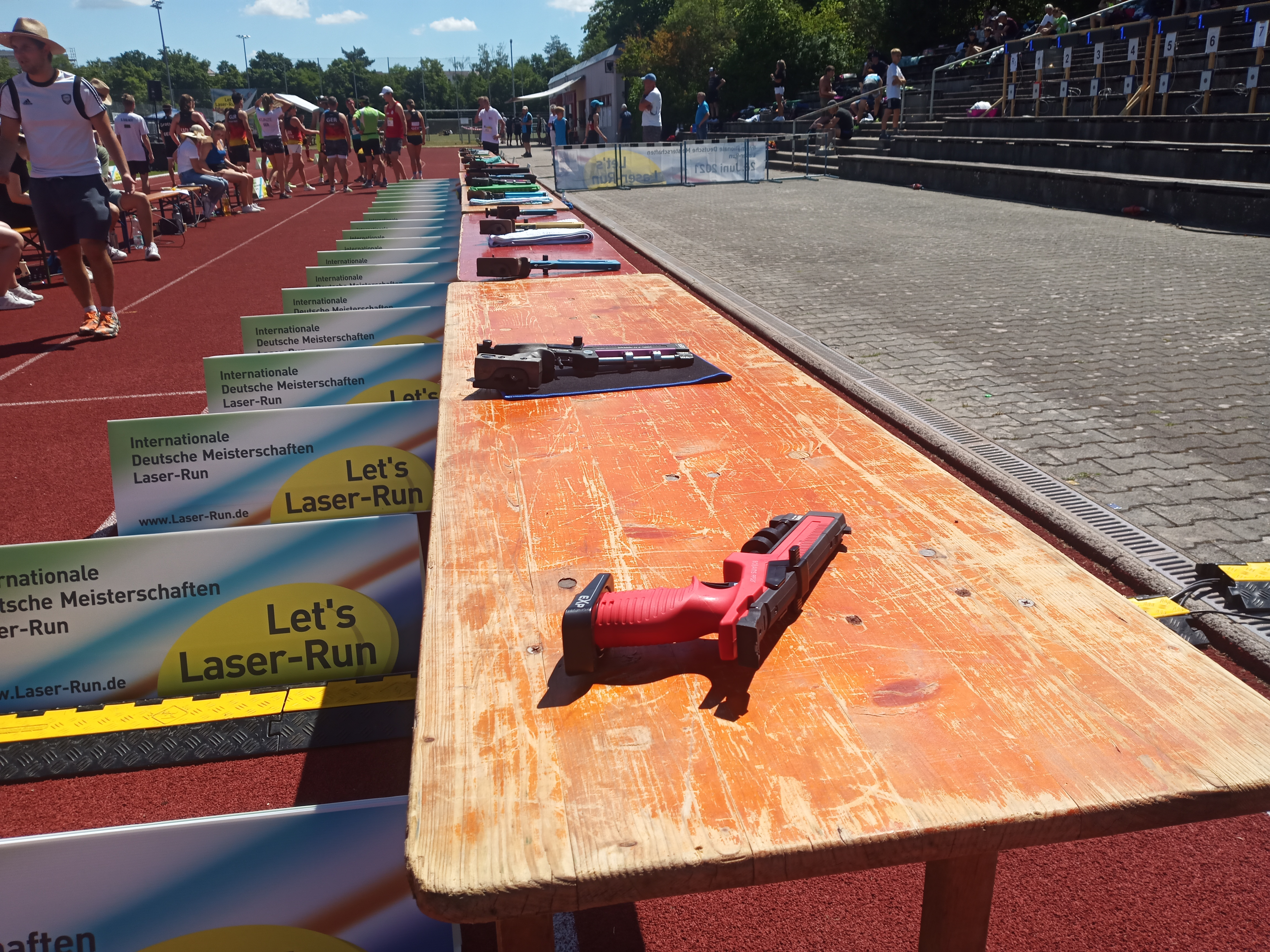
Laserpistolen bei den Internationalen Deutschen Meisterschaften im Laser-Run 2022